# Univerzita Otto-Friedricha v Bamberku
Univerzita Otto-Friedricha (německy Otto-Friedrich-Universität Bamberg) v německém Bamberku je jednou z nejstarších, avšak zároveň i nejmladší univerzitou v Bavorsku. Odborným těžištěm univerzity jsou humanitní a kulturní vědy, sociální a hospodářské vědy a aplikovaná informatika.

## Historie
Univerzitu založil v roce 1647 biskup Melchior Otto Voit ze Salcburku pod názvem Academia Bambergensis. V následujících staletích, obzvlášť za biskupa Friedricha Carla ze Schönbornu, byla univerzita rozšířena o fakultu teologie, filozofie, práv a medicíny. V roce 1803 byla univerzita zrušena v důsledku sekularizace arcibiskupství. Bylo však dále možné studovat katolickou teologii, takže tradice univerzity nebyla ve skutečnosti nikdy přerušena. V roce 1972 byla Vysoká škola filozoficko – teologická, která byla založena v roce 1923 a která pokračovala v tradici dřívější univerzity, sloučena s Vysokou školou pedagogickou (založena v roce 1958) ve Vysokou školu všeobecnou. V roce 1979 následovalo přejmenování této v Bavorsku jediné státní Vysoké školy všeobecné na univerzitu. Název Univerzita Otto-Friedricha odkazuje na zakladatele Melchiora Ottu Voita ze Salcburku a velkého podporovatele Friedricha Carla ze Schönbornu.
Rektoři a prezidenti od znovuzaložení univerzity:
- Prof. Dr. Dr. Othmar Heggelbacher a Prof. Dr. Elisabeth Roth: 1972–1973 (dvojitý rektorát)
- Prof. Dr. Elisabeth Roth: 1973–1976
- Prof. Dr. Siegfried Oppolzer: 1976–1992
- Prof. Dr. Alfred E. Hierold: 1992–2000
- Prof. Dr. Dr. Godehard Ruppert: 2000-2020
- Prof. Dr. Kai Fischbach: od 2020

## Fakulty
Univerzita má od roku 2023 čtyři fakulty:
- Duchovní a kulturní vědy
- Sociální a hospodářské vědy
- Humanistika
- Hospodářská a aplikovaná informatika

Na základě dohod mezi Svobodným státem Bavorsko a Vatikánem byla původní Fakulta katolické teologie zavřena a přeměněna na institut pro vzdělávání učitelů.

## Profil
- interdisciplinární jazykovědná studia: např. orientalistika, slavistika
- výzkum středověku a ochrana kulturních památek
- empirické vědy: sociologie, politické vědy, psychologie
- hospodářské vědy s důrazem na oblast Evropy
- aplikovaná informatika

## Poloha
Univerzitní budovy jsou převážně historické objekty, které byly přizpůsobeny potřebám univerzity. Nacházejí se hlavně v bamberském historickém centru. Jedná se o bývalou jezuitskou kolej (teologie), svatební dům (historické vědy), jatka (geografie), stavební dvůr (komunikační vědy) či o bývalou požární stanici (orientalistika). Jazykověda a literární vědy se částečně nacházejí v budovách, které dříve patřily Gymnáziu císaře Heinricha. Fakulty „Sociální a hospodářské vědy“ a „Hospodářská a aplikovaná informatika“ se nacházejí na Feldkirchenstraße, mimo centrum.